# Comtat de Prince George's
|  | Aquest article tracta sobre el comtat de Maryland. Si cerqueu el comtat de Virgínia, vegeu «Comtat de Prince George». |

El Comtat de Prince George's (Prince George's County en anglès) és un comtat al sud de l'estat de Maryland als Estats Units, als afores de Washington, DC. És el comtat més ric amb majoria afroamericana del país. La seu del comtat és Upper Marlboro, i la seva ciutat més gran és Bowie. Encara que la majoria dels residents del comtat viuen als afores de la ciutat de Washington, el comtat conserva una zona rural al sud del seu territori.

## Nom
El Consell de Maryland (Council of Maryland en anglès) va establir el comtat l'any 1696 de parts dels comtats de Charles i Calvert. Fou anomenat en honor del príncep Jordi de Dinamarca, marit de la reina Anna de la Gran Bretanya.
Molts habitants es refereixen al comtat com a P.G. County, encara que per a alguns residents aquest nom és pejoratiu.